# معدل البقيا لخمس سنوات
معدل البقيا لخمس سنوات نوع من المؤشِّرات التنبوئيَّة بإنذار مرض معين واحتمال الشفاء أو النجاة منه، يستخدم هذا المؤشر لتحديد إنذار مرض السرطان بشكل خاص.
يُحسب هذا المعدل اعتباراً من لحظة تشخيص المرض ، استخدام فحوص الكشف المُبكِّر قد تؤثِّر على نتائج هذا المعدَّل أو تغيِّر من نتائجه على المدى الطويل.
هناك العديد من المؤشرات الإنذارية التي تستخدم في سياق الأمراض المختلفة، بعض هذه المؤشرات مطلقة وبعضها نسبية والمؤشرات النسبيَّة هي الأكثر استخداماً والأوسع انتشاراً ومنها معدَّل البقيا لخمس سنوات.

## معدلات البقيا النسبيَّة والمطلقة
معدَّل البقيا النسبي لخمس سنوات يستخدم في إحصائيَّات السرطان عادةً
، أمَّا معدَّل البقيا المطلق لخمس سنوات فيستخدم في الأمراض الأخرى، ويمكن تلخيص الفارق بين الطريقتين بما يلي:
- معدَّل البقيا المطلق لخمس سنوات هو نسبة المرضى الأحياء بعد خمس سنوات من تشخيص المرض.
- معدَّل البقيا النسبي لخمس سنوات هو نسبة المرضى الأحياء بعد خمس سنوات من تشخيص المرض مُقسَّماً على نسبة الأشخاص الأحياء من نفس الجنس والعمر غير المصابين بهذا المرض خلال خمس سنوات.

ممَّا سبق نستنتج أنَّ معدَّل النجاة النسبي لخمس سنوات لمرضى السرطان سيكون أقل من 100% لأنَّ احتمال أو نسبة حياة هؤلاء المرضى أقل من نسبة حياة بقيَّة البشر غير المصابين بهذا المرض، وبالطبع سيزداد هذا المعدَّل كلَّما تحسَّنت طرق علاج السرطان وزاد احتمال الشفاء منه ، واحتمال أن يكون معدل البقيا النسبي لخمس سنوات أكبر من 100% أمر نادر جداً فمن غير المحتمل أن يكون معدل حياة مرضى سرطان البروستات أكبر من معدل حياة غير المرضى بالرغم من كون هذا السرطان جيد الإنذار بشكل عام وحتى مع الاستخدام واسع النطاق لفحوص الكشف المُبكِّر المُعتمدة عالميَّاً.

## الاستخدام
يستخدم معدَّل البقيا لخمس سنوات بشكل رئيسي للتنبُّؤ بفعالية العلاجات المستعملة وتقييم جدواها، ويبدو أنَّه أكثر فائدة في الأمراض سيئة الإنذار كسرطان الرئة منه في الأمراض جيدة الإنذار كسرطان البروستات.
بشكل عام يُعزى التحسُّن في معدلات البقيا إلى زيادة فعالية العلاج أكثر من تحسُّن القدرة التنبؤيَّة للمؤشرات المستخدمة.
تحليل البيانات والمعطيات المتوفِّرة عن وبائيات الأمراض وأسبابها ونتائجها هو الطريقة المعتمدة لحساب معدلات البقيا لخمس سنوات.

## أمثلة عن معدل البقيا
- معدَّل البقيا لخمس سنوات في سرطان القولون في الولايات المتحدة الأمريكية:

| المرحلة | مُعدَّل البقيا لخمس سنوات |
| ------- | ---------------------- |
| I       | 92%                    |
| II      | 63 - 87%               |
| III     | 69 - 89%               |
| IV      | 11%                    |

- معدَّل البقيا لخمس سنوات في سرطان الثدي في عدد من دول العالم:

| الدولة                     | مُعدَّل البقيا لخمس سنوات |
| -------------------------- | ---------------------- |
| الولايات المتحدة الأمريكيَّة | 89%                    |
| كندا                       | 87%                    |
| ألمانيا                    | 85%                    |
| الصين                      | 81%                    |
| تركيا                      | 79%                    |
| الجزائر                    | 60%                    |
| الهند                      | 60%                    |

- معدَّل البقيا لخمس سنوات في سرطان المعدة في عدد من دول العالم:

| الدولة                     | مُعدَّل البقيا لخمس سنوات |
| -------------------------- | ---------------------- |
| الولايات المتحدة الأمريكيَّة | 32%                    |
| كندا                       | 29%                    |
| ألمانيا                    | 27%                    |
| الصين                      | 25%                    |
| تركيا                      | 17%                    |
| الجزائر                    | 10%                    |
| الهند                      | 19%                    |

- معدَّل البقيا لخمس سنوات في سرطان البنكرياس في الولايات المتحدة الأمريكية:

| المرحلة | مُعدَّل البقيا لخمس سنوات |
| ------- | ---------------------- |
| I       | 12 - 14%               |
| II      | 5 - 7%                 |
| III     | 3%                     |
| IV      | 1%                     |